# Jet Set (film)
Pour les articles homonymes, voir Jet set (homonymie).
Série
People
(2004)
Pour plus de détails, voir Fiche technique et Distribution.
Jet Set est une comédie française de Fabien Onteniente, sortie en 2000.

## Synopsis
Jimmy (Bruno Solo) est désespéré de voir son bar de banlieue partir à la faillite, il lui vient alors l’idée de faire venir la jet set, la crème des personnalités françaises, afin de rajouter de la valeur à sa petite affaire en déclin. Pour cela, il envoie son pote Mike (Samuel Le Bihan), mauvais comédien au chômage, pour intégrer cette société fantasmagorique, afin de gagner un carnet d’adresses prestigieux de personnalités à inviter… Mais c’était sans compter que Mike risquait de se prendre au jeu.

## Fiche technique
- Titre : Jet Set
- Réalisation : Fabien Onteniente
- Scénario : Fabien Onteniente, Bruno Solo et Emmanuel de Brantes
- Photographie : Franco Di Giacomo
- Son : Philippe Sénéchal
- Scripte : Caroline Saillo
- Création des décors : Olivier Raoux
- Décoratrice : Cecile Vatelot
- Costumes : Jean-Marc Mirete
- Monteuse : Nathalie Hubert
- Musique : Loïk Dury et Christophe Minck
- Casting : Bruno Levy
- Production :
  - Producteurs : Éric et Nicolas Altmayer et Javier Castro
  - Productrice exécutif assistant : Katia Panlou
- Sociétés de production : BAC Films, Canal+, Mandarin Cinéma, Producciones Cinematográficas Filmart S.L. et TF1 Films Production
- Pays d'origine :  France
- Langue : français
- Genre : comédie
- Durée : 105 minutes
- Sortie : France : 14 juin 2000

## Distribution
- Samuel Le Bihan : Mickaël Gonzalvez dit « Mike » ou Prince Allessandro di Segaffredi
- Lambert Wilson : Arthus de Poulignac
- Ornella Muti : Camilla Balbeck
- Ariadna Gil : Andréa Dionakis
- José Garcia : Mellor de Silva
- Bruno Solo : Jimmy
- Lorànt Deutsch : Fifi
- Estelle Larrivaz : Lydia
- Guillaume Gallienne : Evrard Sainte-Croix
- Elli Medeiros : Danielle Joubert
- Antoinette Moya : Mme Gonzalvez, mère de Mike
- Laurent Brochant : Rodolphe de Bottron
- Aurore Clément : Nicole Shutz
- Alexandre Zouari : Kashayar, le coiffeur
- Karim Attia : Karim
- Jovanka Sopalovic : Natacha
- Foc Khan : Foc Kan
- Enzo Onteniente : Théo
- Rodolfo De Souza : Miguel Torrès
- Marina Tomé : employée ANPE
- Cathy Guetta : Mercedes
- Didier Brengarth : vendeur Gucci
- Armelle : Frénégonde
- Valérie Benguigui : la baronne
- Emmanuel Booz : marchand d'art #1
- Gaëlle Vincent : Jeune Black répétitions
- Camille Herbert : assistante de Nicole Shutz
- Thierry Descamps : marchand d'art #2
- Laurent Saint-Gérard : fils à papa #1
- Dominique De Coster : fils à papa #2
- Jean-Marie Ribière : Maître de rang Bagatelle
- Christophe Saint-Hilaire : Type trou du cul
- Stéphane Bombet : lui-même
- Mireille Casanova : dame kiosque #1
- Marie-Martine Montel : dame kiosque #2
- Fabienne Roux : Femme kiosque comtesse
- Catherine Hirsh : Cliente kiosque courrier
- Nelly Bremer : Copine de Danièle Joubert
- Christophe Favre : Un ami de Mellor da Silva
- Adel Kachermi : lui-même
- Anne-Charlotte Pontabry, dite Cachou : elle-même
- Emmanuel de Brantes : présentateur de Riche et Sympa
- Bernard Loiseau : lui-même

## Production

### Lieux de tournage
- Paris
  - 1er arrondissement de Paris : 22, place Vendôme (bureaux de Nicole Shutz)
  - 6e arrondissement de Paris : palais du Luxembourg - salon des messagers d'État (gala de charité "Children of Africa")
  - 8e arrondissement de Paris : pont Alexandre III, place de la Concorde (hôtel de Crillon), place François Ier (l'hôtel particulier de Evrard Sainte-Croix), pavillon Ledoyen (renommé "Homere" pour le film), Avenue des Champs-Elysées (le grand "F2" à vendre)
  - 15e et 16e arrondissements de Paris : pont Mirabeau, Restaurant "le chalet des Iles" (bois de Boulogne), stade Roland-Garros, Polo du parc de Bagatelle
- Montreuil (Seine-Saint-Denis)
- Aubervilliers
- Aéroport de Paris-Charles-de-Gaulle
- Saint-Tropez : La villa de Mellor Da Silva

## Autour du film

### Suite
- Une suite a été tournée : People, toujours de Fabien Onteniente en 2004[1].